# Pogo
Кристофер Николас Бертке (англ. Christopher Nicholas Bertke; род. 26 июля 1988, Кейптаун, ЮАР), более известный под сценическим именем Pogo — электронный музыкант из Перта, Западная Австралия. Его работы состоят из коротких звуков из фильма или определённой сцены, которые в дальнейшем упорядочиваются, создавая новое музыкальное произведение.

## Творчество
В своём дебютном треке «Alice» Бертке использовал звуки из мультфильма компании Disney «Алиса в Стране чудес». Позже он принял участие в проекте компаний Disney и Pixar, выпустив трек «UPular», основанный на их мультфильме «Вверх». Также он выпустил два ремикса на основе мультфильма «История игрушек»: «Toyz Noize» и «Buzzwing».
С тех пор Бертке выпустил ремиксы таких фильмов и сериалов, как «Мэри Поппинс», «Белоснежка и семь гномов», «Гарри Поттер и философский камень», «Меч в камне», «Пиф-паф ой-ой-ой», «H.R. Pufnstuf», «Таинственный сад», «Король и я», «Капитан Крюк», «Вилли Вонка и шоколадная фабрика», «Великое путешествие Пуха: В поисках Кристофера Робина», «Терминатор 2: Судный день», «Властелин колец», «Декстер», «Корпорация монстров», «Криминальное чтиво», «Спанч Боб» и др.
Когда Бертке выпустил трек «Bangarang», в котором были использованы аудио- и видеоряд из фильма Стивена Спилберга «Капитан Крюк», видео на YouTube было удалено по жалобе Sony Pictures Entertainment. В знак протеста некоторые пользователи загружали на свои каналы ранее сохранённую версию видеоклипа (подобное происходило и с видеоклипом «Alice»). В конечном счёте оригинальное видео было восстановлено.
11 августа 2012 года Pogo выпустил чёрно-белое видео «Wizard of Meh», где он под фонограмму исполняет реплики героев фильма «Волшебник страны Оз».
15 января 2020 года официальный канал Бертке на YouTube был взломан.

### Неизданный материал
Некоторое количество треков, исполненных во время живых выступлений по заказу Disney и принадлежащих по правам компании, до сих пор не изданы.
Предполагается, что «Ariel», ремикс мультфильма «Русалочка», будет выпущен компанией Disney в то же время, что и Blu-ray-релиз мультфильма.
Поклонниками Pogo было создано несколько петиций в попытке оказать давление на Disney, которая запрещала выпуск «Swashbuckle», ремикса фильма «Пираты Карибского моря». 3 сентября 2011 года Бертке написал в своём твиттере:

Disney говорят, что получение прав на релиз «Swashbuckle» будет слишком сложным и дорогим. Похоже, что петиция бесполезна, народ.
Оригинальный текст (англ.)Disney says obtaining the rights to release 'Swashbuckle' would be too complex and expensive. Looks like the petition is useless, folks.
— Твиттер Pogo
В декабре 2012-го трек «Swashbuckle» просочился в сеть из неизвестного источника — прослушать его можно на сайте YouTube.

## Личная жизнь
21 сентября 2011 года, во время тура по США, Бертке был арестован и взят под стражу в связи с отсутствием надлежащей рабочей визы. Тогда же ему объявили запрет на въезд в США в течение ближайших 10 лет.

## Общественная критика и споры
В 2015 году Бертке подвергся критике за видео, в котором он высмеивал феминисток, называя их «охотницами за деньгами» и высказывая «женоненавистнические аргументы против прав женщин». Позднее он утверждал, что видео было создано «в качестве пародии на радикально правые взгляды».
В 2016 году в прямом эфире на YouTube, который позже был загружен в виде отдельного видео, Бертке заявил, что у него «достаточно сильная неприязнь к гей-сообществу». В этом же видео, комментируя массовый расстрел в гей-клубе в Орландо (штат Флорида), он сказал: «Меня поражает, как Запад приветствует культуру, которая хочет видеть мертвых геев. Я считаю это великолепным». Позднее он заявил, что не испытывает ненависти к гей-сообществу, объясняя свои высказывания синдромом Аспергера и биполярным расстройством. Он также признал, что видео было сделано в плохом тоне и изначально не предназначалось для публичного просмотра, хотя при этом добавил, что пытался «пародировать радикально правых и создать истерию», отметив, что видео было записано в период выборов в США в 2016 году.
Портал YourEDM сравнил его «гомофобную риторику» с видео 2015 года, которое он также объяснял как «социальный эксперимент». Автор статьи на сайте The Verge Меган Фарокхманеш расценила его объяснения как прозрачную попытку добиться правдоподобного отрицания своей ответственности.

## Дискография

### Альбомы
| №                   | Название                                     | Длительность |
| ------------------- | -------------------------------------------- | ------------ |
| 1.                  | «Standing Before the Earth»                  | 1:19         |
| 2.                  | «Beautiful Moments with Ms. Imaginary»       | 3:20         |
| 3.                  | «Moon in Her Eyes»                           | 1:53         |
| 4.                  | «Interlude of Wanting»                       | 1:22         |
| 5.                  | «U Me & Summer»                              | 4:01         |
| 6.                  | «A.D.D. is Only the Beginning»               | 1:34         |
| 7.                  | «Excerpts of Whatever the Hell»              | 1:53         |
| 8.                  | «Interlude of the Disfigured Robot Children» | 1:01         |
| 9.                  | «Back to My Shack in the Rain Clouds»        | 2:42         |
| 10.                 | «Pay with Blood»                             | 4:39         |
| 11.                 | «I Hate You, Dear»                           | 1:17         |
| 12.                 | «Joanna Helps Me Through»                    | 3:44         |
| 13.                 | «Drunken Moonlight Chase»                    | 2:09         |
| Общая длительность: | Общая длительность:                          | 30:59        |

| №                   | Название                         | Длительность |
| ------------------- | -------------------------------- | ------------ |
| 1.                  | «Cryface»                        | 2:23         |
| 2.                  | «Go Out and Love Someone»        | 3:49         |
| 3.                  | «Crumbling Around Me and Myself» | 2:39         |
| 4.                  | «Finding Her Not»                | 3:14         |
| 5.                  | «My Letters Ignored»             | 2:06         |
| 6.                  | «Precious Things»                | 1:52         |
| 7.                  | «Sex in Wonderland»              | 4:12         |
| 8.                  | «Fairytales»                     | 1:52         |
| 9.                  | «Spiritus»                       | 3:26         |
| 10.                 | «Emotion Dump»                   | 2:11         |
| 11.                 | «Lightspeeder»                   | 2:48         |
| 12.                 | «Soulmate Stuff»                 | 3:32         |
| Общая длительность: | Общая длительность:              | 34:08        |

### Мини-альбомы
| №                   | Название                | Длительность |
| ------------------- | ----------------------- | ------------ |
| 1.                  | «Alice»                 | 2:44         |
| 2.                  | «Bread and Butterflies» | 3:44         |
| 3.                  | «Lost»                  | 3:39         |
| 4.                  | «UnBirthday»            | 2:42         |
| Общая длительность: | Общая длительность:     | 12:50        |

| №                   | Название                   | Длительность |
| ------------------- | -------------------------- | ------------ |
| 1.                  | «Glitch»                   | 2:11         |
| 2.                  | «White Dresses»            | 2:31         |
| 3.                  | «Symphony #69»             | 4:09         |
| 4.                  | «Hate from Love»           | 1:47         |
| 5.                  | «Get Out...»               | 2:24         |
| 6.                  | «Come In...»               | 3:36         |
| 7.                  | «SlowMo Rain»              | 3:08         |
| 8.                  | «Drunk in the Mat Mobile!» | 3:10         |
| Общая длительность: | Общая длительность:        | 22:59        |

| №                   | Название                  | Длительность |
| ------------------- | ------------------------- | ------------ |
| 1.                  | «Sing 2 Self»             | 3:03         |
| 2.                  | «Go Out and Love Someone» | 3:49         |
| 3.                  | «Tunnels»                 | 2:40         |
| 4.                  | «Anna»                    | 3:52         |
| 5.                  | «Dot's Vinyl Gone Bad»    | 4:44         |
| Общая длительность: | Общая длительность:       | 18:09        |

| №                   | Название            | Длительность |
| ------------------- | ------------------- | ------------ |
| 1.                  | «Mending»           | 3:36         |
| 2.                  | «Alohamora»         | 3:13         |
| 3.                  | «SplurgenShitter»   | 4:23         |
| 4.                  | «Under a Spell»     | 2:52         |
| 5.                  | «White Magic»       | 2:49         |
| Общая длительность: | Общая длительность: | 16:55        |

| №                   | Название                | Длительность |
| ------------------- | ----------------------- | ------------ |
| 1.                  | «Alice (Extended)»      | 3:26         |
| 2.                  | «One Mushroom Too Many» | 2:43         |
| 3.                  | «Raining in Wonderland» | 2:36         |
| 4.                  | «Oyster Dreamland»      | 3:23         |
| Общая длительность: | Общая длительность:     | 12:09        |

## Избранная видеография
| Название                  | Дата выпуска     | Источник аудио- и видеоряда |
| ------------------------- | ---------------- | --- |
| «Alice»                   | 18 июля 2007     | «Алиса в Стране чудес» |
| «Anna»                    | 14 ноября 2007   | «Король и я» |
| «SplurgenShitter»         | 2 мая 2008       | |
| «Alohamora»               | 21 марта 2009    | «Гарри Поттер и философский камень» и «Гарри Поттер и тайная комната»                                                                  |
| «White Magic»             | 22 марта 2009    | «Меч в камне» |
| «Expialidocious»          | 24 мая 2009      | «Мэри Поппинс» |
| «Mary’s Magic»            | 11 июня 2009     | «Таинственный сад» |
| «Scrumdiddlyumptious»     | 30 июня 2009     | «Вилли Вонка и шоколадная фабрика» |
| «Bangarang»               | 30 августа 2009  | «Капитан Крюк» |
| «Upular»                  | 25 декабря 2009  | «Вверх» |
| «Skynet Symphonic»        | 10 января 2010   | «Терминатор 2: Судный день» |
| «Gardyn»                  | 8 мая 2010       | |
| «Toyz Noize»              | 5 июня 2010      | «История игрушек» |
| «Buzzwing»                | 17 июня 2010     | «История игрушек» |
| «Crimson»                 | 14 октября 2010  | «Декстер» |
| «Wishery»                 | 4 ноября 2010    | «Белоснежка и семь гномов» |
| «Whisperlude»             | 4 декабря 2010   | «Маленькая принцесса» |
| «Joburg Jam»              | 1 января 2011    | |
| «Murmurs of Middle-earth» | 19 марта 2011    | «Властелин колец» |
| «Living Island»           | 21 апреля 2011   | «H.R. Pufnstuf» |
| «Bloom»                   | 22 июня 2011     | «Белоснежка и семь гномов», «Золушка», «Алиса в Стране чудес», «Питер Пэн», «Спящая красавица», «Мэри Поппинс», «Русалочка», «Аладдин» |
| «Mellow Brick Road»       | 26 июня 2011     | «Волшебник страны Оз» |
| «Zoo Zoo»                 | 3 октября 2011   | «Майти Буш» |
| «Davyd»                   | 10 ноября 2011   | «Искусственный разум» |
| «Kadinchey»               | 5 декабря 2011   | |
| «Perthection»             | 12 декабря 2011  | |
| «Jaaam»                   | 13 января 2012   | «Принц из Беверли-Хиллз» |
| «Eleven»                  | 25 февраля 2012  | |
| «Sugarella»               | 3 апреля 2012    | «Золушка» |
| «Boo Bass»                | 3 апреля 2012    | «Корпорация монстров» |
| «Lead Breakfast»          | 10 июня 2012     | «Криминальное чтиво» |
| «Vasna»                   | 11 августа 2012  | |
| «Wizard of Meh»           | 11 августа 2012  | «Волшебник страны Оз» |
| «Scoobystep»              | 8 сентября 2012  | «Скуби-Ду! Под куполом цирка» |
| «The Ghan»                | 6 марта 2013     | |
| «Indian Pacific»          | 6 марта 2013     | |
| «iCarly»                  | 10 марта 2013    | «АйКарли» |
| «Kenya Chords»            | 13 марта 2013    | |
| «Roarcraft»               | 18 апреля 2013   | World of Warcraft |
| «SquareBob»               | 1 мая 2013       | «Спанч Боб» |
| «What I Likes»            | 25 июля 2013     | «Мэри Поппинс» |
| Catchatronic"             | 16 сентября 2013 | «Покемон» |
| «Aye Aye»                 | 20 сентября 2013 | "K-On" |
| «Muppet Mash»             | 26 сентября 2013 | «Улица Сезам» |
| «J'adore Juin»            | 6 октября 2013   | «Квартира» |